# Шукайло, Людмила Фёдоровна
Людми́ла Фёдоровна Шука́йло (род. 26 декабря 1942; Верхняя Салда) — советский и украинский композитор, пианистка, музыкальный педагог. Заслуженный деятель искусств Украины (1999).

## Биографические сведения
В 1966 окончила Харьковский институт искусств по классу В. Нахабина.
На протяжении нескольких десятилетий преподаёт музыкально-теоретические дисциплины в Харьковской средней специализированной музыкальной школе-интернате. Её учениками были: Леонид Десятников, Александр Щетинский, Антон Лубченко, Даниил Крамер.
Член Национального союза композиторов Украины.

## Сочинения
- Симфонические вариации
- Два концерта для фортепиано с оркестром
- Концертино для скрипки и камерного оркестра
- Прелюдия и токката для фортепиано
- Квартет
- Обработки народных песен
- «Песни-картинки» для детей
- «Токката-Кампана»
- Скерцо
- Интермеццо

## Награды и звания
- медаль «За трудовую доблесть» (1986)[источник не указан 906 дней];
- заслуженный деятель искусств Украины (1999)[3];
- муниципальная премия имени С. С. Богатырёва (2005)[источник не указан 906 дней];
- премия имени В. Косенко (2010)[источник не указан 906 дней].

## Критика
По мнению рецензента сборника «10 пьес для скрипки и фортепиано» «завораживающая поэтическая образность, эмоциональность, а также находки в сфере формы и выразительных средств обеспечивают произведениям самодостаточность и ценность». А. А. Мельник находит в построении сборника оригинальное авторское решение, сформированное по принципу «школы игры», в котором контраст жанровой атрибутики способствует объединению разнохарактерных миниатюр композитора в единый цикл.  

Возрождение барочных жанров в скрипичной музыке не является прямым подражанием или соревнованием с композиторами эпохи Барокко. Л. Шукайло трактует эти жанры в контексте нового витка историко-стилевого развития, с максимальным привнесением индивидуального музыкального мышления, используя творческий метод стилизации.
— А. А. Мельник, «Аспекти історичного музикознавства» выпуск № 17 2019